# Заршин (гміна)
Гміна Заршин (пол. Gmina Zarszyn) — сільська гміна у східній Польщі. Належить до Сяноцького повіту Підкарпатського воєводства.
Станом на 31 грудня 2011 у гміні проживало 9319 осіб.

## Територія
Згідно з даними за 2007 рік площа гміни становила 105.96 км², у тому числі:
- орні землі: 67,00%
- ліси: 25,00%

Таким чином, площа гміни становить 8,65% площі повіту.

## Села
Бажанівка, Довге, Заршин, Новосільці, Одрехова, Пасовиська, Пельня, Посада Заршинська, Посада Ячмірська, Ячмір
Присілки: Граничник, Гредівка, Кошари, Мрочківки

## Населення
Станом на 31 грудня 2011:
| Опис     | Загалом | Загалом | Чоловіки | Чоловіки | Жінки | Жінки |
| -------- | ------- | ------- | -------- | -------- | ----- | ----- |
| одиниця  | осіб    | %       | осіб     | %        | осіб  | %     |
| все      | 9319    | 100     | 4537     | 48.69    | 4782  | 51.31 |
| міське   | 0       | 100     | 0        |          | 0     |       |
| сільське | 9319    | 100     | 4537     | 48.69    | 4782  | 51.31 |

## Історія
Об'єднана сільська гміна Заршин Сяніцького повіту Львівського воєводства утворена 1 серпня 1934 р. внаслідок об'єднання дотогочасних (збережених від Австро-Угорщини) громад сіл (гмін): Андрушківці, Бажанівка, Беско, Довге, Дудинці, Заршин, Марківці, Мимонь, Новосільці, Одрехова, Пельня, Писарівці, Побідно, Посада Заршинська, Посада Ячмірська, Ячмір.

## Релігія
До виселення лемків у 1945 році в СРСР та депортації в 1947 році в рамках акції Вісла у селах гміни були греко-католицькі церкви парафій

### Буківського деканату
- парафія Новосільці-Гнєвош: Новосільці, Бажанівка, Довге, Заршин, Посада Заршинська, Посада Ячмірська, Ячмір
- парафія Пельня

### Риманівського деканату
- парафія  Одрехова: Одрехова, Пасовиська

## Сусідні гміни
Гміна Заршин межує з такими гмінами: Березів, Босько, Буківсько, Гачув, Риманів, Сянік.